# Deutsches Meisterschaftsrudern 1980
Das 91. Deutsche Meisterschaftsrudern wurde 1980 in Duisburg ausgetragen. Wie im Vorjahr wurden insgesamt Medaillen in 18 Bootsklassen vergeben, davon 13 bei den Männern und 5 bei den Frauen.

## Medaillengewinner

### Männer
| Bootsklasse                           | Gold | Silber | Bronze |
| ------------------------------------- | --- | --- | --- |
| Einer                                 | Peter-Michael Kolbe (Hammerdeicher RV) | Georg Agrikola (RV Rhenania Germersheim) | Axel Reichert (RV Treviris 1921) |
| Doppelzweier                          | RV Freiweinheim-Ingelheim 1920 Albert Hedderich Michael Dürsch | Ulmer RC Donau Raimund Hörmann Dieter Wiedenmann | Rgm. RTK Germania Köln / Frankfurter RG Oberrad 1879 Helmut Wolber Dieter Baier |
| Zweier ohne Steuermann                | Hannoverscher RC von 1880 Wolfram Thiem Frank Schütze | Rgm. WSV Honnef / Berliner RC Erhard Engelmann Kuno Höhmann | Rgm. Berliner RK Brandenburgia / Bonner RG Wolfgang Maennig Georg Konermann |
| Zweier mit Steuermann                 | Rgm. Hannoverscher RC von 1880 / Würzburger RG Bayern / RC Tegel 1886 Hermann Greß Wolf-Dietrich Oschlies Manfred Klein (Stm.) | Rgm. RC Hansa von 1898 / RC Witten / Hannoverscher RC von 1880 Martin Wocher Andreas Görlich Steffen Imhof (Stm.) | Kölner RV von 1877 Klaus Meyer Gabriel Konertz Helmut Sassenbach (Stm.) |
| Doppelvierer                          | Rgm. RV Freiweinheim-Ingelheim 1920 / Ulmer RC Donau Albert Hedderich Raimund Hörmann Dieter Wiedenmann Michael Dürsch | Rgm. TV 1877 Essen-Kupferdreh / RTHC Bayer Leverkusen / RV Oberhausen / RK am Wannsee Achim Cremer Uwe Ekrutt Jens Bock Volker Willsch Georg Grützner | Rgm. RG München 1972 / RC Karlstadt 1928 / Frankfurter RG Oberrad 1879 / RTK Germania Köln Ralf Thienel Helmut Wolber Dieter Baier Bernd Fleischmann |
| Vierer ohne Steuermann                | Osnabrücker RV Thomas Möllenkamp Ferdinand Hardinghaus Axel Wöstmann Hans-Günther Tiemann | Rgm. Lübecker RK / Frankfurter RG Germania 1869 Peter Reusch Thomas Lange Christian Wolke Rüdiger Borchardt | Mainzer RV von 1878 Diethelm Maxrath Werner Hellwig Thomas Scholl Heribert Karches |
| Vierer mit Steuermann                 | Rgm. Hannoverscher RC von 1880 / Würzburger RG Bayern / Berliner RC Hermann Greß Frank Schütze Wolfram Thiem Wolf-Dietrich Oschlies Manfred Klein (Stm.) | Rgm. Osnabrücker RV / TuS Bramsche Ralf Kollmann Martin Möllmann Brunon Derkes Andreas Schütte Thorsten Bremer (Stm.) | Rgm. Potsdamer RC Germania / Lübecker RK / Ratzeburger RC Steffen Börns Karl-Friedrich Bach Wilfried Bach Lutz Redlinger Lars Asmus (Stm.) |
| Achter                                | Rgm. Hannoverscher RC von 1880 / Kölner RV von 1877 / Würzburger RG Bayern / RC Tegel 1886 / Potsdamer RC Germania / Hammerdeicher RV von 1893 Klaus Meyer Klaus Roloff Peter-Michael Kolbe Gabriel Konertz Hermann Greß Frank Schütze Wolfram Thiem Wolf-Dietrich Oschlies Manfred Klein (Stm.) | Rgm. Mannheimer RC von 1875 / Ludwigshafener RV von 1878 / Heidelberger Ruderklub / RG Heidelberg / RG Eberbach / Mannheimer RG Rheinau Gerhard Balbach Hans Breitenbach Joachim Waldi Achim Fischer Tilman Probst Andreas Schmelz Jörg Bischof Thomas Dresel Willi Seyer (Stm.) | Rgm. RK am Wannsee / Erster Kieler RC von 1862 / Mindener RV von 1905 / Lübecker RG von 1885 / Bonner RG / Berliner RK Brandenburgia / RRG Mülheim Harald Schulz Martin Lorenzen Georg Konermann Werner Raabe Peter Cloppenburg Wolfgang Maennig Frank Schneider Jörg Raabe Tom Kipping (Stm.) |
| Leichtgewichts-Einer                  | Christian-Georg Warlich (RV Blankenstein) | Jochen Pergande (Lübecker RK) | Günter Saul (RV Blankenstein) |
| Leichtgewichts-Doppelzweier           | Der Hamburger und Germania RC Ralf Reiber Rolf Behrens | RK am Baldeneysee Peter Borghorst Andreas Fischer | WSV Godesberg Jürgen Schnopp Rolf Meissner |
| Leichtgewichts-Zweier ohne Steuermann | Spandauer RC Friesen Martin Stöckmann Uwe Stöckmann | Emder RV Hartmut Brinkmann Olaf Schmidt | Rvg. Berlin von 1878 Till Heyer-Stuffer Andreas Nowka |
| Leichtgewichts-Vierer ohne Steuermann | Rgm. Spandauer RC Friesen / RC Tegel 1886 / Der Hamburger und Germania RC Reinhold Hesse Uwe Stöckmann Martin Stöckmann Peter Huck | Rgm. RZ Celle / RG Angaria Hannover Rüdiger Seebaß Armin Göhring Peter Liedgens Ralf Aring | RG München 1972 Felix Schmitt Peter Hadamek Andreas Utech Wolfgang Simon |
| Leichtgewichts-Achter                 | Rgm. Der Hamburger und Germania RC / Bremer RC Hansa / Spandauer RC Friesen / RC Tegel 1886 / Würzburger RG Bayern Ralf Reiber Rolf Behrens Uwe Brammerloh Thorsten Arnold Reinhold Hesse Martin Stöckmann Uwe Stöckmann Peter Huck Rudolf Ziegler (Stm.)                                        | Rgm. RK am Baldeneysee / WSV Honnef / WSV Godesberg Jürgen Schnopp Rolf Meissner Achim Götz Andreas Fischer Peter Borghorst Thomas Kiesewetter Jörg Hohendahl Frank Rogall Hartmut Wenzel (Stm.)                                                                                 | Rgm. Erster Kieler RC von 1862 / Lübecker RK Knut Kirchberg Karsten Lampe Matthias Borchardt Jürgen Freiberg Johannes Berg Heiner Mangels Thomas Henning Hartwig Schulz Jörg Schüssler (Stm.)                                                                                                  |

### Frauen
| Bootsklasse                 | Gold | Silber | Bronze |
| --------------------------- | --- | --- | --- |
| Einer                       | Thea Gröll (Ulmer RC Donau) | Bärbel Reichmann (Hamburger RC von 1925) | Sabine Reuter (Kölner RV von 1877) |
| Doppelzweier                | Rgm. RK am Wannsee / RV Zell 1921 Ute Kumitz Andrea Lehmen | Rgm. Neusser RV / Kölner RV von 1877 Veronika Walterfang Petra Finke | Rgm. RG Wetzlar 1880 / Lübecker Frauen-RG Petra Löhr Doris Dannenberg |
| Zweier ohne Steuerfrau      | RV Saar Undine Angelika Beblo Karin Hellbrück | Rgm. RV Saar Undine / RC Tegel 1886 Eva Dick Brigitte Bandura | Lübecker Frauen-RK Sabine Dürkop Brigitte Kiesow |
| Doppelvierer mit Steuerfrau | Rgm. Neusser RV / Kölner RV von 1877 / Frauen-RC Wannsee Anne Dickmann Veronika Walterfang Petra Finke Sabine Reuter Kathrien Plückhahn (Stf.)                   | Rgm. Ulmer RC Donau / Hamburger RC von 1925 / RG Wetzlar 1880 / Lübecker Frauen-RG von 1907 / RC Dresdenia Hamburg Bärbel Reichmann Thea Gröll Petra Löhr Doris Dannenberg Ingrid Wagener (Stf.) | Rgm. RK am Wannsee / RV Zell 1921 / RC Meschede / ARC Rhenus Bonn / Ratzeburger RC Ute Kumitz Andrea Lehmen Dorothea Cyss Sabine Galow Birgit Kappler (Stf.)                                                |
| Vierer mit Steuerfrau       | Rgm. RK am Wannsee / Frauen-RC Wannsee / Mindener RV / Hamburger RC von 1925 Eike Roeloffs Christel Lutter Sabine Hinkelmann Karola Brandt Barbara Weddig (Stf.) | Rgm. Bremer RC Hansa / SV Polizei Hamburg / RC Marl 1948 / Hannoverscher RC von 1880 Monika Risse Mechthild Bambrink Iris Völkner Andrea Pohlmann Doris Kuhlmann (Stf.)                          | Rgm. RC Hansa von 1898 / RC Mark Wetter / RV Münster von 1882 / RG Marktheidenfeld / Heilbronner RG Schwaben Regina Kleine-Kuhlmann Cornelia Drewitzki Ellen Becker Petra Marshaus Heidrun Steiniger (Stf.) |